# Tōru Ohno
 (avril 2022).
La mise en forme du texte ne suit pas les recommandations de Wikipédia : il faut le « wikifier ».
Les points d'amélioration suivants sont les cas les plus fréquents. Le détail des points à revoir est peut-être précisé sur la page de discussion.
- Les titres sont pré-formatés par le logiciel. Ils ne sont ni en capitales, ni en gras.
- Le texte ne doit pas être écrit en capitales (les noms de famille non plus), ni en gras, ni en italique, ni en « petit »…
- Le gras n'est utilisé que pour surligner le titre de l'article dans l'introduction, une seule fois.
- L'italique est rarement utilisé : mots en langue étrangère, titres d'œuvres, noms de bateaux, etc.
- Les citations ne sont pas en italique mais en corps de texte normal. Elles sont entourées par des guillemets français : « et ».
- Les listes à puces sont à éviter, des paragraphes rédigés étant largement préférés. Les tableaux sont à réserver à la présentation de données structurées (résultats, etc.).
- Les appels de note de bas de page (petits chiffres en exposant, introduits par l'outil «  Source ») sont à placer entre la fin de phrase et le point final[comme ça].
- Les liens internes (vers d'autres articles de Wikipédia) sont à choisir avec parcimonie. Créez des liens vers des articles approfondissant le sujet. Les termes génériques sans rapport avec le sujet sont à éviter, ainsi que les répétitions de liens vers un même terme.
- Les liens externes sont à placer uniquement dans une section « Liens externes », à la fin de l'article. Ces liens sont à choisir avec parcimonie suivant les règles définies. Si un lien sert de source à l'article, son insertion dans le texte est à faire par les notes de bas de page.
- La présentation des références doit suivre les conventions bibliographiques. Il est recommandé d'utiliser les modèles {{Ouvrage}}, {{Chapitre}}, {{Article}}, {{Lien web}} et/ou {{Bibliographie}}. Le mode d'édition visuel peut mettre en forme automatiquement les références.
- Insérer une infobox (cadre d'informations à droite) n'est pas obligatoire pour parachever la mise en page.

Pour une aide détaillée, merci de consulter Aide:Wikification.
Si vous pensez que ces points ont été résolus, vous pouvez retirer ce bandeau et améliorer la mise en forme d'un autre article.
Tōru Ohno (大野 徹, Ōno Tōru), né le 13 septembre 1935 et mort le 7 octobre 2022, est un universitaire japonais spécialiste de la Birmanie.

## Biographie
Professeur émérite de langue birmane de l'Université d'études étrangères de l'université d'Osaka, Tōru Ohno y préside le département de langue birmane pendant de longues années. Diplômé de cette même université en étude de la langue birmane, il y devient assistant à temps plein à partir de 1965, et y termine sa carrière en 2001.

## Publications
(avril 2022).
- Tōru Ohno 大野徹 (1965). 共通クキ・チン語の構成(1)--語頭子音 Kyotsu-kuki-chin-go no saikosei I: Goto shi in [The Reconstruction of Proto-Kuki-Chin] (la reconstruction des langues proto-kuki-chin), Gengo Kenkyū (Journal de la Société linguistique japonaise) 47: 8-20.
- Tōru Ohno. (1966) 十八世紀末期のビルマ語 -ヨーロッパ人の記録を中心として [The Burmese language at the end of the 18th century - seen in the records of European visitors], 大阪外国語大学学報 Ōsaka Gaikokugo Daigaku gakuhō. (Journal of the Osaka University of Foreign studies) 16, pp. 179-228.
- Tōru Ohno 大野徹 (1968). 第 3 回ビルマ総合学会に出席して Attending the third meeting of the general society for Burmese studies. 東南アジア研究 Tōnan Ajia Kenkyū 6.2: 423-432
- Tōru Ohno 大野徹 (1970). ビルマ学会の趨勢についてTrends in Burmese Academia. 東南アジア史学会会報 Japan Society for Southeast Asian History　11:6-8.
- Tōru Ohno 大野徹 (1971) ビルマ経済の特質とその変遷 東南アジア史学会会報 Japan Society for Southeast Asian History 14: 4-5
- Tōru Ohno 大野徹 (1971) パガン, ピンヤ, インワ時代のビルマ人仏教徒の功徳 Dedications of the Buddhist Burman during Pagan, Pinya and Ava Periods. 東南アジア研究 Tōnan Ajia Kenkyū 9.1: 19-45.
- Tōru Ohno 大野徹 (1971) パガン, ピンヤ, インワ時代のビルマ人仏教徒の呪詛 Curses of the Buddhist Burman during Pagan, Pinya and Ava Periods" 東南アジア研究 9.2: 176-193.
- Tōru Ohno 大野徹 (1971) "パガン, ピンヤ, インワ時代のビルマ社会 [The Social Structure of Burma during Pagan, Pinya and Ava Periods]" 東南アジア研究Tōnan Ajia Kenkyū9.3: 310-327
- Tōru Ohno 大野徹 (1971). 現代ビルマ語の基礎的表現. Tokyo: 東京外国語大学アジア・アフリカ言語文化研究所.
- Tōru Ohno 大野徹 (1971). "昭和46年度実験的言語研修報告: ビルマ語研修について. Experimental Language Training Report for the year 1971: Training for Burmese" アジア・アフリカ言語文化研究所通信 ILCAA Newsletter 14: 24-26.
- Tōru Ohno 大野徹 (1971). "ビルマ語方言の研究(2)南東方言 Burmese dialectology (2): South Eastern Dialects." 大阪外国語大学学報 Ōsaka Gaikokugo Daigaku Gakuhou 23.1.101-121.
- Tōru Ohno 大野徹 (1972) "コンバウン時代のビルマの神判 Trial by Ordeal in Burma during the Konbaung Dynasty" 東南アジア研究 Tōnan Ajia Kenkyū 10.1: 32-59.
- Tōru Ohno 大野徹 (1976) ビルマの壁画 III : ニャウンヤン時代を中心として / Wall Paintings of Burma in the Nyaungyan Period 東南アジア研究 Tōnan Ajia Kenkyū 14.2: 270-285.
- Tōru Ohno 大野徹 avec Takao Inoue 井上隆雄(1978). Mural paintings of the Buddhist temples in Burma パガンの仏教壁画 Pagan no Bukkyō hekiga Tokyo: 講談社 Koōdansha.
- Tōru Ohno 大野徹 (1982) ビルマ語会話: 英語対照 Birumago kaiwa: eigo taishō Tokyo: 大学書林 Daigakushorin.
- Tōru Ohno 大野徹 (1976)ビルマの壁画(IV): コンバウン時代を中心として Wall Paintings of Burma in the Kongbaung Period 東南アジア研究 Tōnan Ajia Kenkyū14.3: 442-460.
- Tōru Ohno 大野徹 (1984) ビルマ語常用6000語 Birumago jōyō rokusengo Tokyo: 大学書林 Daigakushorin.
- Tōru Ohno 大野徹 (1986) ビルマ語四週間 Birumago yonshūkan. 大学書林 Tokyo: Daigakushorin.
- Tōru Ohno 大野徹 (1996) "モン語版ラーマーヤナ「ロイク・サモイン・ラーム」の特徴 Salient Features of the Mon Version of the Rama Story" 東南アジア研究 Tōnan Ajia Kenkyū 34.2: 370-386.
- Tōru Ohno 大野徹 (1999). A study of Burmese Rama story: with an English translation from a duplicate printing of the original palm leaf manuscript written in Burmese language in 1233 year of Burmese era (1871 AD) (Osaka Gaikokugo Daigaku gakujutsu kenkyu sosho ; 24) Minoo-shi : Osaka Gaikokugo Daigaku Gakujutsu Shuppan Iinkai, 1999.
- Tōru Ohno 大野徹 (2000). ビルマ(ミャンマー)語辞典. Tokyo: 大学書林.
- Tōru Ohno 大野徹 (2002). 謎の仏敎王国パガン: 碑文の秘めるビルマ千年史 Nazo no bukkyō ōkoku pagan: hibun no himeru biruma sennenshi. [Mysterious Buddhism of the Kingdom of Pagan: A thousand years of Burmese history conceal in inscriptions.] Tokyo: 日本放送出版協会 Nihonhōsōshuppankyōkai.
- Tōru Ohno 大野徹 (2003). 二十世紀のアジア Nijisseiki no ajia. Kyoto 晃洋書房 Kōyōshobō, .
- Tōru Ohno 大野徹 (2005) "The structure of Pagan period Burmese." Studies in Burmese Linguistics. Justin Watkins, ed. Canberra: Australian National University. 241-306.
- Tōru Ohno 大野徹 (2005) アジアの農地制度と食糧 Ajia no nōchi seido to shokuryō. Kyoto: 晃洋書房 Kōyōshobō, .